# Baumwachs
Baumwachs dient als Wundverschluss nach Baumschnitt oder Pflanzenveredelung im Obst- und Gartenbau.
Baumwachs besteht aus einer Harz-Wachs-Kombination, die auch nach dem Auftragen jahrelang bei unterschiedlicher Witterung geschmeidig bleibt, um das Eindringen von Keimen in die Schnittwunde zu verhindern. Der Auftrag erfolgt meist mit einem Spachtel.
Heute sind Baumwachse in der Regel fungizidfrei, in der Vergangenheit gab es aber auch mit Fungizid versetzte Varianten, die einer Pilzinfektion der Schnittwunde vorbeugen sollen.
Neben den bei Normaltemperatur geschmeidigen Wachsen gibt es auch feste Baumwachse, die hauptsächlich bei der Handveredelung angewendet werden. Dieses Wachs wird zur Verflüssigung erhitzt und die veredelten Pflanzenteile kopfüber darin kurz eingetaucht. Das Wachs bildet beim Erkalten eine feste Schutzschicht.